# Елия Катела
Елия Катела (на латински: Aelia Catella) e благородничка от Древен Рим през 1 век.

## Биография
Произлиза от клон Туберон на плебейската фамилия Елии. Дъщеря е на Секст Елий Кат, консул през 4 г., който преселва около 50 000 гети в Тракия, които живеели северно от Дунав. Внучка е по бащина линия на юриста Квинт Елий Туберон (консул 11 пр.н.е.) и Емилия Прима.
Нейната сестра Елия Петина става през 28 г. втората съпруга император Клавдий и има дъщеря Клавдия Антония. Елия Катела има осиновен брат Луций Сей Страбон, който получава името Луций Елий Сеян и става могъщ преториански префект.
Баща ѝ умира, когато е още малка и тя и сестра ѝ живеят при Луций Сей Страбон и Коскония Галита, биологичните родители на осиновения им брат Луций Елий Сеян.